# Minas do Leão

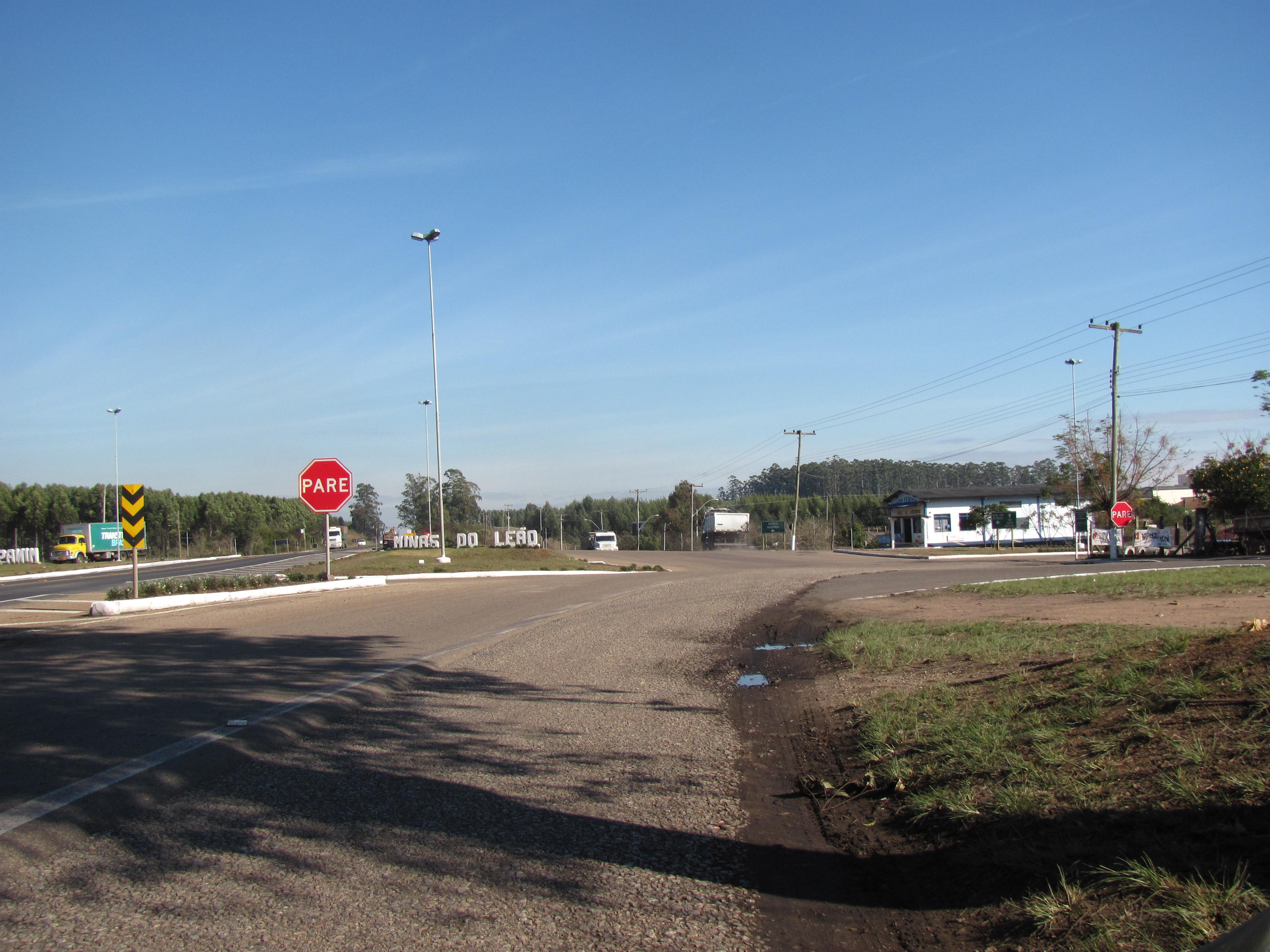
Entrada de Minas do Leão, Brasil

Minas do Leão es un municipio brasileño del estado de Rio Grande do Sul.
Se encuentra ubicado a una latitud de 30º07'36" Sur y una longitud de 52º02'51" Oeste, estando a una altitud de 64 metros sobre el nivel del mar. Su población estimada para el año 2004 era de 7.572 habitantes.
Ocupa una superficie de 426,24 km².
- Datos: Q1750029
- Multimedia: Minas do Leão / Q1750029